# Epocilla femoralis
Epocilla femoralis là một loài nhện trong họ Salticidae.
Loài này thuộc chi Epocilla. Epocilla femoralis được Eugène Simon miêu tả năm 1901.